# 傑卜萊體育會
杰卜莱体育俱乐部（阿拉伯语：نادي جبلة الرياضي）是一家位于叙利亚杰卜莱的职业足球俱乐部，現時參加敘利亞足球超級聯賽，俱樂部在阿爾巴斯體育場舉行主場比賽。俱樂部成立於1958年，其足球隊迄今已經四次成為聯賽冠軍，最近一次是在2000年。 在兩次聯賽的失敗嘗試之後，它在1995/96和1996/97年進入決賽，並於1999年和2021年贏得盃賽冠軍。

## 榮譽
- 敘利亞足球超級聯賽

 冠軍： (4) 1987, 1988, 1989, 2000
- 敘利亞盃

 冠軍： (2)  1999, 2020–21

## 亞洲賽成績
| 賽季      | 賽事           | 階段   | 俱樂部   | 主場   | 客場   | 總比分 |
| --------- | -------------- | ------ | -------- | ------ | ------ | ------ |
| 2001–02年 | 亞洲球會錦標賽 | 第一圈 | 科威特SC | 0–0    | 0–2    | 0–2    |
| 2022年    | 亞洲足協盃     | 分組賽 | 安薩爾   | 1–0    | 不適用 | 3rd    |
| 2022年    | 亞洲足協盃     | 分組賽 | 艾錫卜   | 不適用 | 0–1    | 3rd    |
| 2022年    | 亞洲足協盃     | 分組賽 | 科威特SC | 0–0    | 不適用 | 3rd    |

## 外部連結
- 官方网站
- 球迷網站 （页面存档备份，存于）